# イメージズ・アンド・ワーズ
『イメージズ・アンド・ワーズ』(Images & Words) は、アメリカ合衆国のプログレッシブ・メタル・バンド、ドリーム・シアターが1992年に発表した2作目のスタジオ・アルバム。

## 解説
チャーリー・ドミニシの後任ボーカリストとしてジェイムズ・ラブリエが加入した後に発表され、ドリーム・シアターにとって出世作となった。しかし制作は難航し、特にプロデューサーのデヴィッド・プラッター（ファイアーハウスのデビューアルバムを手掛けた人物）とマイク・ポートノイは水と油の確執状態になり、レコーディングに支障をきたしていた。レーベルのアトコも当初バンドを過小評価しており、ヒットを全く期待していなかった。
「プル・ミー・アンダー」は、ビルボードの「Mainstream Rock Tracks」チャートで10位となった。これは、後に発表されたベストアルバム『グレイテスト・ヒット+21ソングス』のタイトルの由来にもなっている。
このアルバムに収録された「メトロポリス」の続編は、1999年にアルバム『メトロポリス・パート2: シーンズ・フロム・ア・メモリー』として発表された。
ドリーム・シアターのオフィシャルブートレグ専門のレーベル「YtseJam Records」より、本作のデモ音源を収録したアルバム『Images and Words Demos 1989 - 1991』が販売されている。

## 収録曲
| #         | タイトル                                                         | 作詞               | 作曲 | 時間  |
| --------- | ---------------------------------------------------------------- | ------------------ | --- | ----- |
| 1.        | 「プル・ミー・アンダー」(Pull Me Under)                          | ムーア             | ドリーム・シアター（ジェイムズ・ラブリエ、ジョン・ペトルーシ、ジョン・マイアング、ケヴィン・ムーア、マイク・ポートノイ） | 8:11  |
| 2.        | 「アナザー・デイ」(Another Day)                                  | ペトルーシ         | ドリーム・シアター | 4:24  |
| 3.        | 「テイク・ザ・タイム」(Take the Time)                            | ドリーム・シアター | ドリーム・シアター | 8:21  |
| 4.        | 「サラウンデッド」(Surrounded)                                   | ムーア             | ドリーム・シアター | 5:30  |
| 5.        | 「メトロポリス」(Metropolis, Pt. I: The Miracle and the Sleeper) | ペトルーシ         | ドリーム・シアター | 9:32  |
| 6.        | 「アンダー・ア・グラス・ムーン」(Under a Glass Moon)             | ペトルーシ         | ドリーム・シアター | 7:04  |
| 7.        | 「ウェイト・フォー・スリープ」(Wait for Sleep)                   | ムーア             | ムーア | 2:32  |
| 8.        | 「ラーニング・トゥ・リヴ」(Learning to Live)                     | マイアング         | ドリーム・シアター | 11:31 |
| 合計時間: | 合計時間:                                                        | 合計時間:          | 合計時間: | 57:03 |

## 参加ミュージシャン
- ジェイムズ・ラブリエ：ボーカル
- ジョン・ペトルーシ：アコースティック・ギター、エレクトリック・ギター
- ジョン・マイアング：エレクトリックベース
- ケヴィン・ムーア：キーボード
- マイク・ポートノイ：ドラムス、パーカッション

### ゲスト
- ジェイ・ベッケンスタイン：サックス（「アナザー・デイ」）